# David Mitchell (tác gia)
David Stephen Mitchell (sinh 12 tháng 1 năm 1969) là một tiểu thuyết gia người Anh. Ông đã viết sáu tiểu thuyết, hai trong số đó, number9dream (2001) và Cloud Atlas (2004) đã lọt vào danh sách cho giải Booker. Ông đã sống ở Ý, Nhật Bản và Ireland.

## Tiểu sử
Mitchell sinh ra ở Southport ở Merseyside, Anh, và lớn lên ở Malvern, Worcestershire. Ông học tại Trường trung học Hanley Castle và tại Đại học Kent, nơi ông nhận bằng văn học Anh và Mỹ theo sau là bằng cao học trong văn học so sánh.
Mitchell sinh sống ở Sicily trong một năm, sau đó chuyển đến Hiroshima, Nhật Bản, nơi ông giảng dạy tiếng Anh cho sinh viên kỹ thuật trong 8 năm, trước khi trở về Anh, nơi ông có thể sống bằng các khoản thu nhập bằng nghề viết văn.